# Соколов, Станислав Александрович
Станислав Александрович Соколов (9 мая 1940, Череповец, Вологодская область — 20 августа 2010, Санкт-Петербург) — советский и российский киноактёр, Заслуженный артист Российской Федерации (1997).

## Биография

Могила Соколова на Волковском православном кладбище Санкт-Петербурга.

Родился в 1940 году Череповце.
Отец Александр Михайлович Соколов — военный, начальник штаба 330-го полка 86-й стрелковой дивизии Ленинградского фронта. В 1941—1942 годах полк вёл боевые действия на «Невском пятачке».
В 1974 году сыграл роль своего отца в фильме «Блокада» .
До 1958 года жил в Екатеринбурге, занимался в драматическом коллективе Свердловского Дворца пионеров у Леонида Константиновича Диковского.
Окончил актерский факультет ГИТИСа (1962). Ученик А. А. Гончарова. С 1962 года был актером киностудии «Ленфильм».
С 1962 года снимался в фильмах в основном в небольших ролях, играя преимущественно отрицательных героев.
Единственная главная роль — в антирелигиозной комедии «Конец света» (1962).
Скончался 20 августа 2010 года в одной из больниц Санкт-Петербурга от послеоперационного сепсиса, похоронен на Волковском кладбище.

## Признание и награды
- Заслуженный артист Российской Федерации (1997)[1]

## Роль в фильме «Блокада»
В 1974 году при съёмках фильма «Блокада» требовались очевидцы тех событий. Вначале их искали на самом «Ленфильме» и когда случайно узнали, что ребёнком блокаду пережил актёр Станислав Соколов, внезапно выяснилось, что одна из ролей — это роль его отца Александра Михайловича Соколова, начштаба полка, оборонявшего «Невский пятачок»:

Кто будет играть молодого майора Соколова — особых разногласий не вызывало. Станислав Соколов отчётливо помнил, как ещё в детстве отец рассказывал ему о своих военных путях-перепутьях, и сын давно как бы сжился с этой ролью, мечтал о ней. … Посмотрите на экран внимательно. Видите: вон он бежит от одной группы бойцов к другой, помогая им быстрее преодолеть насквозь простреливаемое поле. В каждом движении — чёткость, энергия, воля, присущие человеку, прошедшему «огонь и воду» тяжелейших фронтовых дорог.

## Фильмография

### Актёр
- 1962 — Конец света — Саша Ликардин — главная роль
- 1962 — У твоего порога — лейтенант
- 1963 — Два воскресенья — молодой муж
- 1963 — Знакомьтесь, Балуев — Витя Зайцев
- 1964 — Поезд милосердия — раненый с гитарой
- 1964 — Весенние хлопоты — Володя, студент-физик
- 1965 — Рабочий посёлок — Леонид в юности
- 1966 — Зимнее утро — Володя
- 1966 — Бывает и так (киноальманах) — молодой киномеханик
- 1967 — Дорога домой — фотограф
- 1967 — Я вас любил… — корреспондент
- 1967 — Четыре страницы одной молодой жизни — Слава, гость на свадьбе
- 1968 — Интервенция — французский лейтенант Бенуа
- 1968 — Источник — Гусев
- 1969 — Если есть паруса — курсант, а затем помощник капитана
- 1971 — Дорога на Рюбецаль — Ганс
- 1971 — Шутите? — милиционер
- 1972 — Круг — судмедэксперт
- 1973 — Горя бояться — счастья не видать — заморский королевич
- 1973 — Сломанная подкова — Капитан
- 1973 — Умные вещи — министр иностранных дел
- 1974 — Врача вызывали? — эпизод
- 1974 — Блокада — нач. штаба полка Александр Михайлович Соколов
- 1975 — Звезда пленительного счастья — Карл Фёдорович Толь, генерал-лейтенант, барон
- 1975 — Шаг навстречу — продавец (новелла «Свадебный марш»)
- 1976 — Строговы — белогвардеец
- 1977 — Объяснение в любви — отдыхающий на море
- 1977 — Дикий Гаврила — отец Брянди
- 1978 — Молодая жена — фотограф на свадьбе
- 1978 — Комиссия по расследованию — Пётр, помощник директора АЭС
- 1979 — Нескладуха — нарядный парень с гармошкой
- 1980 — Крутой поворот
- 1980 — Это было за Нарвской заставой — филёр Пупченок
- 1980 — О бедном гусаре замолвите слово — распорядитель в бильярдной (нет в титрах)
- 1980 — Разжалованный — Митрохин, сотрудник ГАИ
- 1981 — Пропавшие среди живых — знакомый Олега Сергеевича
- 1981 — Любимая женщина механика Гаврилова — адвокат Виктор, муж Люси
- 1982 — Остров сокровищ — слуга Джойс
- 1983 — Вольный ветер — «Плешивый»
- 1983 — Али-Баба и сорок разбойников (телеспектакль) — разбойник
- 1984 — Невероятное пари, или Истинное происшествие, благополучно завершившееся сто лет назад — гость у банкира
- 1984 — Макар-следопыт — поручик Чертяка
- 1984 — Любочка — Колесов
- 1985 — Снегурочку вызывали? — артист театра
- 1986 — Лётное происшествие — сотрудник авиабазы
- 1986 — Левша — журналист-клеветанист
- 1987 — Среда обитания — Денис Клементьевич
- 1987 — Питер Пэн — Неряха, пират
- 1987 — Первая встреча, последняя встреча — шпик
- 1988 — Остров ржавого генерала — техник
- 1989 — Ад, или Досье на самого себя — работник санчасти
- 1997—1998 — Улицы разбитых фонарей — Пеликанов (серии «Целую, Ларин», «Операция „Чистые руки“»), Гном (серия «Вторжение в частную жизнь»), Кирилл (серия «Отсутствие доказательств»)
- 1998 — Я первый тебя увидел — официант в пивной
- 1999 — Синема, синема, или Неотвратимая весна
- 2001 — Убойная сила-3 — портье (серия «Китайский квартал»)
- 2002 — Улицы разбитых фонарей 4 — бомж
- 2003 — Улицы разбитых фонарей 5 — Скачков (серия «Золотая банка»)
- 2005 — Фаворит — хранитель в Кунсткамере
- 2005 — Мастер и Маргарита — писец у Понтия Пилата
- 2005 — Гибель империи — домовладелец (3 серия, «Пророк»)
- 2009 — Тарас Бульба — писарь
- 2009 — Версия — Галушкин
- 2010 — Лиговка — «Гога»
- 2010 — Военная разведка. Западный фронт — Михалыч, алкаш (фильм 3-й «Одиннадцатый цех»)

### Озвучивание
- 1968 — Жандарм женится / Le Gendarme se marie — роль Кристиана Марена (жандарм Альбер Мерло)
- 1969 — Мальчишки острова Ливов
- 1971 — Лев зимой — роль Тимоти Далтона (Филипп II Август)
- 1976 — Частный детектив — роль Жана Негрони (Спитцер)
- 1972 — Слуги дьявола на чёртовой мельнице — роль Валентина Скулме (Свенсен)
- 1977 — Алпамыс идёт в школу — роль Жексена Каирлиева (учитель)
- 1992 — Смертельное оружие 3 — роль Ника Чинланда (Хатчетт) (Невафильм)
- 1999 — История игрушек 2 — роль Джо Рэнфта (Хрипун)
- 2000 — 102 далматинца — роль Эрика Айдли (попугай Боцман)
- 2001 — Корпорация монстров — роль Джеффа Пиджона (Хлюп)
- 2003 — Бандитский Петербург. Фильм 5. Опер — роль Леонида Михайловского (Семён Борисович Галкин)
- 2003 — Бандитский Петербург. Фильм 6. Журналист — роль Леонида Михайловского (Семён Борисович Галкин)
- 2006 — Тачки — Звяк